# Unione Sportiva Avellino 1975-1976
Questa pagina raccoglie le informazioni riguardanti l'Unione Sportiva Avellino nelle competizioni ufficiali della stagione 1975-1976.

## Rosa
| N. |                   | Ruolo | Calciatore                         |
| -- | ----------------- | ----- | ---------------------------------- |
|    | Italia (bandiera) | P     | Michele Bianco                     |
|    | Italia (bandiera) | P     | Renato Marson                      |
|    | Italia (bandiera) | P     | Gian Nicola Pinotti                |
|    | Italia (bandiera) | D     | Fausto Alimenti                    |
|    | Italia (bandiera) | D     | Mario Facco (capitano)             |
|    | Italia (bandiera) | D     | Antonio Maggioni                   |
|    | Italia (bandiera) | D     | Tiziano Mutti                      |
|    | Italia (bandiera) | D     | Claudio Onofri                     |
|    | Italia (bandiera) | D     | Gian Filippo Reali (vice capitano) |
|    | Italia (bandiera) | D     | Raffaele Schicchi                  |
|    | Italia (bandiera) | D     | Sergio Taddei                      |
|    | Italia (bandiera) | C     | Giorgio Boscolo                    |
|    | Italia (bandiera) | C     | Giovanni Cavaliere                 |
|    | Italia (bandiera) | C     | Rino Gritti                        |

| N. |                   | Ruolo | Calciatore           |
| -- | ----------------- | ----- | -------------------- |
|    | Italia (bandiera) | C     | Adriano Lombardi     |
|    | Italia (bandiera) | C     | Armando Ravioli      |
|    | Italia (bandiera) | C     | Flavio Ronchi        |
|    | Italia (bandiera) | C     | Orlando Salpini      |
|    | Italia (bandiera) | C     | Nello Scarpa         |
|    | Italia (bandiera) | C     | Sergio Taddei        |
|    | Italia (bandiera) | C     | Stefano Trevisanello |
|    | Italia (bandiera) | A     | Angelo Carella       |
|    | Italia (bandiera) | A     | Giuseppe Cau         |
|    | Italia (bandiera) | A     | Ciro Femiano         |
|    | Italia (bandiera) | A     | Paolo Franzoni       |
|    | Italia (bandiera) | A     | Giuliano Musiello    |
|    | Italia (bandiera) | A     | Ferdinando Rossi     |
|    | Italia (bandiera) | A     | Giancarlo Tacchi     |

## Risultati

### Serie B

#### Girone di andata
| 28 settembre 1975 1ª giornata | Avellino | 2 – 1 referto | Lanerossi Vicenza |  |

| 5 ottobre 1975 2ª giornata | Foggia | 2 – 0 referto | Avellino |  |

| 12 ottobre 1975 3ª giornata | Avellino | 0 – 0 referto | Reggiana |  |

| 19 ottobre 1975 4ª giornata | Catanzaro | 3 – 1 referto | Avellino |  |

| 26 ottobre 1975 5ª giornata | Taranto | 1 – 0 referto | Avellino |  |

| 2 novembre 1975 6ª giornata | Avellino | 1 – 0 referto | Novara |  |

| 9 novembre 1975 7ª giornata | Atalanta | 1 – 0 referto | Avellino |  |

| 16 novembre 1975 8ª giornata | Avellino | 3 – 0 referto | Piacenza |  |

| 23 novembre 1975 9ª giornata | Avellino | 3 – 0 referto | Brescia |  |

| 30 novembre 1975 10ª giornata | Modena | 1 – 0 referto | Avellino |  |

| 7 dicembre 1975 11ª giornata | Avellino | 1 – 0 referto | Palermo |  |

| 14 dicembre 1975 12ª giornata | Sambenedettese | 3 – 0 referto | Avellino |  |

| 21 dicembre 1975 13ª giornata | Avellino | 0 – 0 referto | Genoa |  |

| 4 gennaio 1976 14ª giornata | Avellino | 0 – 2 referto | Pescara |  |

| 11 gennaio 1976 15ª giornata | Brindisi | 1 – 0 referto | Avellino |  |

| 18 gennaio 1976 16ª giornata | Varese | 3 – 0 referto | Avellino |  |

| 25 gennaio 1976 17ª giornata | Avellino | 0 – 0 referto | Ternana |  |

| 1 febbraio 1976 18ª giornata | Catania | 1 – 0 referto | Avellino |  |

| 8 febbraio 1976 19ª giornata | Avellino | 2 – 1 referto | SPAL |  |

#### Girone di ritorno
| 15 febbraio 1976 20ª giornata | Lanerossi Vicenza | 4 – 1 referto | Avellino |  |

| 22 febbraio 1976 21ª giornata | Avellino | 2 – 0 referto | Foggia |  |

| 29 febbraio 1976 22ª giornata | Reggiana | 0 – 1 referto | Avellino |  |

| 7 marzo 1976 23ª giornata | Avellino | 1 – 1 referto | Catanzaro |  |

| 14 marzo 1976 24ª giornata | Avellino | 2 – 0 referto | Taranto |  |

| 21 marzo 1976 25ª giornata | Novara | 2 – 1 referto | Avellino |  |

| 28 marzo 1976 26ª giornata | Avellino | 2 – 0 referto | Atalanta |  |

| 4 aprile 1976 27ª giornata | Piacenza | 1 – 0 referto | Avellino |  |

| 11 aprile 1976 28ª giornata | Brescia | 3 – 1 referto | Avellino |  |

| 18 aprile 1976 29ª giornata | Avellino | 1 – 1 referto | Modena |  |

| 25 aprile 1976 30ª giornata | Palermo | 0 – 0 referto | Avellino |  |

| 2 maggio 1976 31ª giornata | Avellino | 2 – 0 referto | Sambenedettese |  |

| 9 maggio 1976 32ª giornata | Genoa | 0 – 1 referto | Avellino |  |

| 16 maggio 1976 33ª giornata | Pescara | 1 – 0 referto | Avellino |  |

| 23 maggio 1976 34ª giornata | Avellino | 0 – 0 referto | Brindisi |  |

| 30 maggio 1976 35ª giornata | Avellino | 3 – 0 referto | Varese |  |

| 6 giugno 1976 36ª giornata | Ternana | 0 – 0 referto | Avellino |  |

| 13 giugno 1976 37ª giornata | Avellino | 2 – 1 referto | Catania |  |

| 20 giugno 1976 38ª giornata | SPAL | 0 – 5 referto | Avellino |  |

## Statistiche

### Statistiche di squadra
| Competizione | Punti | In casa | In casa | In casa | In casa | In casa | In casa | In trasferta | In trasferta | In trasferta | In trasferta | In trasferta | In trasferta | Totale | Totale | Totale | Totale | Totale | Totale | DR |
| Competizione | Punti | G       | V       | N       | P       | Gf      | Gs      | G            | V            | N            | P            | Gf           | Gs           | G      | V      | N      | P      | Gf     | Gs     | DR |
| ------------ | ----- | ------- | ------- | ------- | ------- | ------- | ------- | ------------ | ------------ | ------------ | ------------ | ------------ | ------------ | ------ | ------ | ------ | ------ | ------ | ------ | -- |
| Serie B      | 38    | 19      | 12      | 6       | 1       | 27      | 7       | 19           | 3            | 2            | 14           | 11           | 27           | 38     | 15     | 8      | 15     | 38     | 34     | +4 |
| Coppa Italia | 2     | 2       | 1       | 0       | 1       | 3       | 1       | 2            | 0            | 0            | 2            | 0            | 4            | 4      | 1      | 0      | 3      | 3      | 5      | -2 |
| Totale       |       | 21      | 13      | 6       | 2       | 30      | 8       | 21           | 3            | 2            | 16           | 11           | 31           | 42     | 16     | 8      | 18     | 41     | 39     | +2 |

### Statistiche dei giocatori
| Giocatore       | Serie B  | Serie B | Serie B     | Serie B    | Coppa Italia | Coppa Italia | Coppa Italia | Coppa Italia | Totale   | Totale | Totale      | Totale     |
| Giocatore       | Presenze | Reti    | Ammonizioni | Espulsioni | Presenze     | Reti         | Ammonizioni  | Espulsioni   | Presenze | Reti   | Ammonizioni | Espulsioni |
| --------------- | -------- | ------- | ----------- | ---------- | ------------ | ------------ | ------------ | ------------ | -------- | ------ | ----------- | ---------- |
| F. Alimenti     | 7        | 0       | ?           | ?          | ?            | ?            | ?            | ?            | 7+       | 0+     | ?           | ?          |
| G. Boscolo      | 11       | 0       | ?           | ?          | ?            | ?            | ?            | ?            | 11+      | 0+     | ?           | ?          |
| A. Carella      | 4        | 0       | ?           | ?          | ?            | ?            | ?            | ?            | 4+       | 0+     | ?           | ?          |
| M. Facco        | 37       | 1       | ?           | ?          | ?            | ?            | ?            | ?            | 37+      | 1+     | ?           | ?          |
| P. Franzoni     | 29       | 4       | ?           | ?          | ?            | ?            | ?            | ?            | 29+      | 4+     | ?           | ?          |
| R. Gritti       | 30       | 4       | ?           | ?          | ?            | ?            | ?            | ?            | 30+      | 4+     | ?           | ?          |
| A. Lombardi     | 30       | 1       | ?           | ?          | ?            | ?            | ?            | ?            | 30+      | 1+     | ?           | ?          |
| A. Maggioni     | 26       | 1       | ?           | ?          | ?            | ?            | ?            | ?            | 26+      | 1+     | ?           | ?          |
| R. Marson       | 4        | -6      | ?           | ?          | ?            | ?            | ?            | ?            | 4+       | -6+    | ?           | ?          |
| G. Musiello     | 32       | 18      | ?           | ?          | ?            | ?            | ?            | ?            | 32+      | 18+    | ?           | ?          |
| T. Mutti        | 4        | 0       | ?           | ?          | ?            | ?            | ?            | ?            | 4+       | 0+     | ?           | ?          |
| C. Onofri       | 33       | 1       | ?           | ?          | ?            | ?            | ?            | ?            | 33+      | 1+     | ?           | ?          |
| G. Pinotti      | 34       | -26     | ?           | ?          | ?            | ?            | ?            | ?            | 34+      | -26+   | ?           | ?          |
| A. Ravioli      | 2        | 0       | ?           | ?          | ?            | ?            | ?            | ?            | 2+       | 0+     | ?           | ?          |
| G. Reali        | 38       | 0       | ?           | ?          | ?            | ?            | ?            | ?            | 38+      | 0+     | ?           | ?          |
| F. Ronchi       | 2        | 0       | ?           | ?          | ?            | ?            | ?            | ?            | 2+       | 0+     | ?           | ?          |
| F. Rossi        | 30       | 3       | ?           | ?          | ?            | ?            | ?            | ?            | 30+      | 3+     | ?           | ?          |
| N. Scarpa       | 1        | 0       | ?           | ?          | ?            | ?            | ?            | ?            | 1+       | 0+     | ?           | ?          |
| R. Schicchi     | 34       | 0       | ?           | ?          | ?            | ?            | ?            | ?            | 34+      | 0+     | ?           | ?          |
| G. Tacchi       | 17       | 1       | ?           | ?          | ?            | ?            | ?            | ?            | 17+      | 1+     | ?           | ?          |
| S. Taddei       | 11       | 0       | ?           | ?          | ?            | ?            | ?            | ?            | 11+      | 0+     | ?           | ?          |
| S. Trevisanello | 33       | 4       | ?           | ?          | ?            | ?            | ?            | ?            | 33+      | 4+     | ?           | ?          |